# Consonne spirante latérale vélaire voisée
La consonne spirante latérale vélaire voisée est un son consonantique extrêmement rare dans le monde. Le symbole dans l'alphabet phonétique international est [ʟ], un 'L' en petite majuscule.
Cette consonne est parfois confondue avec la latérale alvéolaire vélarisée [ɫ], pourtant bien distincte.

## Caractéristiques
Voici les caractéristiques de la consonne spirante latérale vélaire voisée :
- Son mode d'articulation est spirant, ce qui signifie qu'elle est produite en amenant un point d'articulation près d'un autre, sans toutefois créer une turbulence dans le courant d'air.
- Son point d'articulation est vélaire, ce qui signifie qu'elle est articulée la partie postérieure de la langue (le dorsum) contre le palais mou (ou velum).
- Sa phonation est voisée, ce qui signifie que les cordes vocales vibrent lors de l’articulation.
- C'est une consonne orale, ce qui signifie que l'air ne s’échappe que par la bouche.
- C'est une consonne latérale, ce qui signifie qu’elle est produite en laissant l'air passer sur les deux côtés de la langue, plutôt que dans le milieu.
- Son mécanisme de courant d'air est égressif pulmonaire, ce qui signifie qu'elle est articulée en poussant l'air par les poumons et à travers le chenal vocatoire, plutôt que par la glotte ou la bouche.

## En français
Le français ne possède pas le [ʟ].

## Autres langues
Le hiw, langue océanienne parlée au Vanuatu, possède une variante encore plus rare de ce phonème, une consonne spirante latérale vélaire préplodée [g͡ʟ].
Certains locuteurs de l'anglais peuvent aussi prononcer ce son comme allophone vélarisé de /l/ avant une consonne vélaire comme /k/, comme dans le mot "milk", prononcé [mɪʟk].[réf. nécessaire]